# Roderich von Stintzing

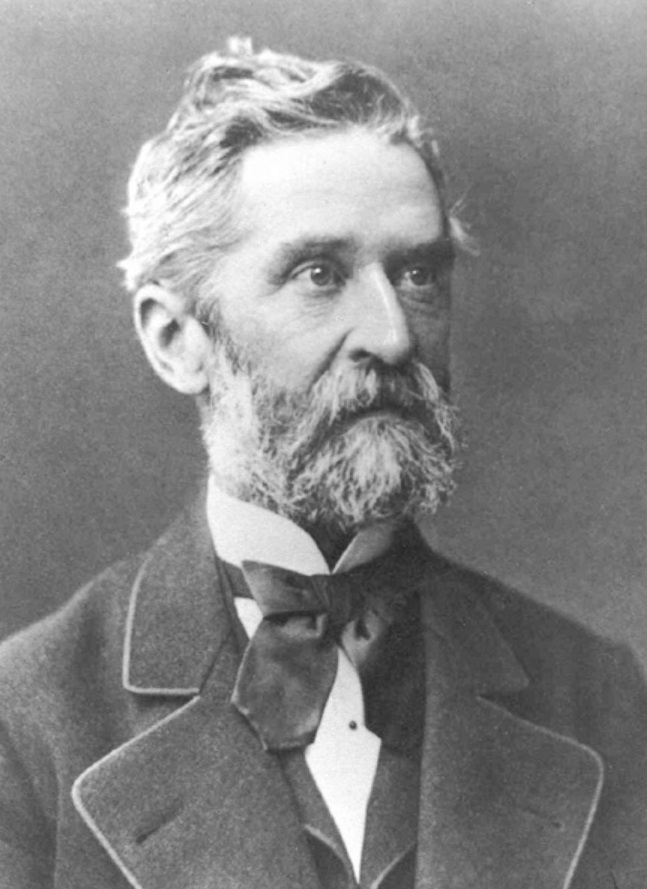
Roderich von Stintzing

Johann August Roderich Stinzing, ab 1868 von Stintzing (auch Roderich Stintzing; * 8. Februar 1825 in Altona; † 13. September 1883 in Oberstdorf), war ein deutscher Jurist und Rechtshistoriker.

## Leben
Roderich Stintzing war ein Sohn des Altonaer Arztes Johann Wilhelm Stintzing (* 30. Dezember 1789 in Rendsburg; † 17. Juli 1859 in Altona) und dessen am 25. März 1824 geheirateter Frau Wilhelmine Elisabeth Niemann (* 21. März 1794 in Kiel; † 21. April 1866 in Hamburg). Der Großvater väterlicherseits, der Kaufmann und Reeder Johann Georg Stintzing (1739–1818), stammte ursprünglich aus Franken und hatte sich in Rendsburg angesiedelt. August Christian Niemann, der Großvater mütterlicherseits, war Professor der Staats- und Forstwissenschaften an der Christian-Albrechts-Universität zu Kiel.
Nach dem Besuch des Gymnasiums in Altona und dem Abitur auf dem Akademischen Gymnasium in Hamburg studierte Stintzing von 1841 bis 1848 Rechtswissenschaften an den Universitäten Jena, Heidelberg, Berlin und Kiel. Einen besonderen Einfluss erhielt er in Heidelberg vom Juristen Adolph von Vangerow, in Kiel von Karl Otto von Madai und in Berlin vom Rechtsphilosophen Friedrich Julius Stahl. Während seines Studiums gehörte Stintzing 1843 bis 1845 der Jenaischen Burschenschaft an. In Heidelberg wurde er 1845 Mitglied des burschenschaftlichen Neckarbundes und später der Burschenschaft Teutonia.
Trotz des schleswig-holsteinischen Aufstandes, in dem er 1848 einem Studenten-Freikorps angehört hatte, legte Stintzing in Kiel beim Oberappellationsgericht sein Juristisches Staatsexamen mit Auszeichnung ab. Danach war er in Plön als Rechtsanwalt und Notar tätig. Nach dem Ende des schleswig-holsteinischen Krieges ging er 1851 nach Heidelberg, wo  Stintzing am 5. Januar 1852 zum Doktor der Rechte promoviert wurde.
Im Anschluss an eine kurze Zeit als Privatdozent wurde er zu Ostern 1854 an die Universität Basel als ordentlicher Professor für Römisches Recht berufen. Dort wirkte er 1856 als Rektor der Universität. Im Herbst 1857 nahm Stintzing einen Ruf an die Universität Erlangen an, wo er 1864/65 ebenfalls Rektor war. 1870 wechselte er an den Lehrstuhl für Römisches Recht der Universität Bonn, wo er der Nachfolger von Eduard Böcking wurde. 1875/76 amtierte er als Rektor der Universität.
1861 erhielt Stintzing das Ritterkreuz I. Klasse des Verdienstordens vom Heiligen Michael und 1868 wurde er durch die Verleihung des Ritterkreuzes der Verdienstordens der Bayerischen Krone in den persönlichen Adelsstand erhoben. Er wurde Geheimer Justizrat und wirkte als Gemeinderat in Bonn.
1883 starb er an den Folgen eines Sturzes.

## Familie
Stintzing heiratete am 1. Mai 1850 in Plön Franziska Karoline Bokelmann (1828–1908), die Tochter des dänischen Ministerresidenten und geheimen Legationsrats Georg Wilhelm Bokelmann (1779–1847) und dessen 1820 geheirateter Frau Sophie Sillem. Aus der Ehe stammen sieben Kinder, von denen ihn vier Söhne und zwei Töchter überlebten:
- Wilhelm (1851–1939), Oberregierungsrat ⚭ 22. Juni 1878 Julie Epner
- Charlotte (1852–1933) ⚭ 2. Oktober 1877 Heinrich Sievers
- Roderich (1854–1933), Professor der Medizin

⚭ 5. Oktober 1884 Hanna Rühle
⚭ 5. April 1904 Gertrud Keferstein
- Wolfgang (1856–1921)
- Franziska (1859–1943) ⚭ 24. Juni 1885 Walter Bleibtreu
- Otto (1865–1922)
- Konrad (1867–1876)

## Werke
- Ulrich Zasius. Ein Beitrag zur Geschichte der Rechtswissenschaft im Zeitalter der Reformation. Basel 1857
- Geschichte der populären Literatur des römisch-kanonischen Rechts in Deutschland. Leipzig 1867 u. Nachdruck Scientia, Aalen 1967
- Geschichte der Deutschen Rechtswissenschaft. Herausgegeben und fortgeführt von Ernst Landsberg. 4 Bände. Oldenbourg, München 1880–1910 u. Neudruck bei Scientia, Aalen 1978